# Motori Marini G. Carraro

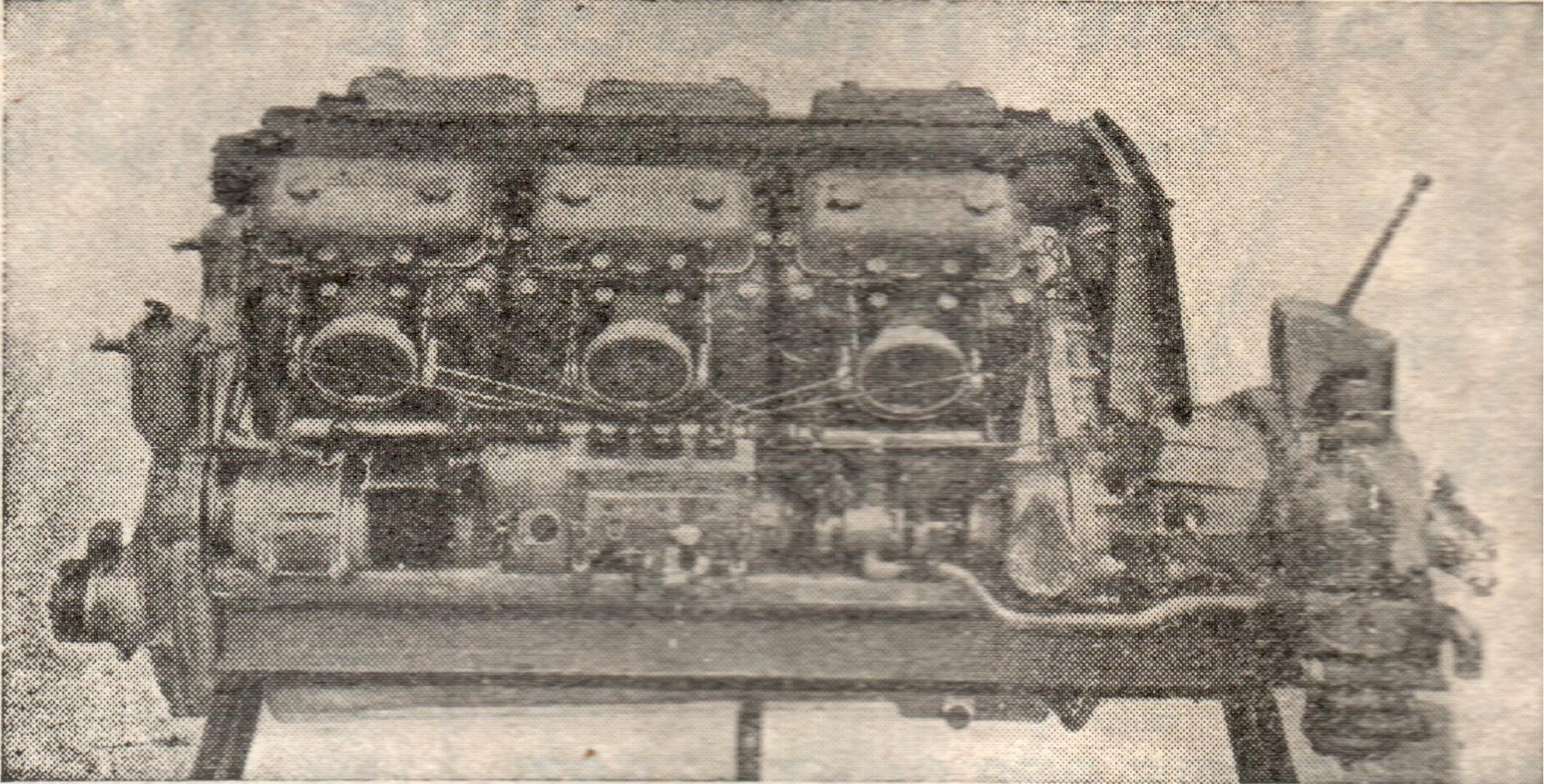
Motore marino G. Carraro da 350 hp (1950)

La Motori Marini G. Carraro è stata una società anonima italiana specializzata nella produzione di motori marini per imbarcazioni, attiva soprattutto tra le due guerre mondiali del secolo scorso.

## Storia
La società Motori Marini G. Carraro - Anonima con sede in Milano, fu fondata nel 1917 a Desio  per venire incontro alle necessità dell'industria navale del periodo, ma poi si orientò nella fornitura di propulsori per motoscafi veloci. Diverse furono le affermazioni in competizioni motonautiche di prestigio svoltesi negli anni '30, come il II° Concorso Motonautico Internazionale di Gardone Riviera con scafo "Cobar" (1931) e varie altre (Coppa Volpi, Coppa G. D'Annunzio, Targa del Garda, Coppa Mussolini, tutte con scafo "Baglietti" spinto da un motore da 12 litri, sempre nel 1931). Gli stessi motoscafi predisposti appositamente per il Re d'Italia e per il Duce erano azionati da motori Carraro tipo D 300. La produzione di "motori a scoppio" (benzina) e "a nafta" (diesel) con potenze da 40 a 350 HP, continuò anche dopo la seconda guerra mondiale, rallentando tuttavia sino alla chiusura definitiva, avvenuta nel 1965, quando, già trasformatasi in Motori Marini G. Carraro S.p.A., fu inglobata dalla A.I.F.O. Applicazioni Industriali Fiat-OM S.p.A.